# Wamokia remota
Wamokia remota är en mångfotingart som beskrevs av John S. Buckett och Gardner 1968. Wamokia remota ingår i släktet Wamokia och familjen Xystodesmidae. Inga underarter finns listade i Catalogue of Life.